# Baichanalli, Somvarpet
Baichanalli là một làng thuộc tehsil Somvarpet, huyện Kodagu, bang Karnataka, Ấn Độ.